# أرلين هاريس (ممثلة)
أرلين هاريس (بالإنجليزية: Arlene Harris)‏ هي ممثلة أمريكية، ولدت في 7 يوليو 1896 في تورونتو في كندا، وتوفيت في 12 يونيو 1976 في وودلاند هيلز، كاليفورنيا في الولايات المتحدة.

## وصلات خارجية
- أرلين هاريس (ممثلة) على موقع IMDb (الإنجليزية)
- أرلين هاريس (ممثلة) على موقع أول موفي (الإنجليزية)
- أرلين هاريس (ممثلة) على موقع قاعدة بيانات الفيلم (الإنجليزية)